# Hula-Hopp, Conny
Hula-Hopp, Conny (Verweistitel: Hula Hopp Conny) ist eine deutsche Verwechslungskomödie mit Musik aus dem Jahr 1959. Unter der Regie von Heinz Paul spielt Cornelia Froboess eine junge Frau, die sich als ihr eigener Bruder ausgibt. Den Mann, in den sie sich verliebt, verkörpert Rex Gildo, der seinerzeit noch unter dem Namen Alexander Gildo auftrat.
Premiere hatte der Film am 5. März 1959.

## Handlung
Conny Haller ist ein lebenslustiger Teenager und großer Musikfan. Zusammen mit Freunden hat sie eine eigene Band gegründet, mit der sie regelmäßig in dem Lokal „Das bunte Krokodil“ auftritt.
Der amerikanische Plattenproduzent John Newman ist auf der Suche nach einer deutschen Gastfamilie für seinen Sohn Billy, der in Deutschland Musik studieren soll. Mit Hilfe von Dr. Berning vom Internationalen Studenten-Austauschdienst fällt seine Wahl auf Familie Haller in der Annahme, dass Conny ein Junge sei.
Um den Schein zu wahren und die Chance auf eine Reise nach Honolulu nicht zu verspielen, verkleidet sich Conny und gibt sich als Junge aus. Unvorhergesehene Umstände führen dazu, dass die junge Frau eine in einem Internat lebende Schwester namens Cornelia erfinden muss, mit der „er“ sich angeblich überhaupt nicht versteht.
Als Billys Vater überraschend eintrifft, entstehen zusätzliche Verwicklungen. Nicht nur zwischen dem Musikverleger und Connys Mutter kommt es zu zarten Annäherungsversuchen. Auch zwischen Billy und Conny knistert es, als Conny Billy in einer Situation, die sie dazu zwingt, eingesteht, dass sie in Wirklichkeit ein Mädchen ist. Als Billys Vater die Wahrheit erfährt, fühlt er sich hintergangen, bricht den Kontakt zu Diana Haller ab und will auf der Stelle mit seinem Sohn  abreisen. Conny und Billy finden natürlich einen Weg, dies zu verhindern.

## Lieder + DVD
- Ob 15, ob 16, ob 17 Jahre alt
- Holiday in Honolulu
- Wo die Sonne in das Meer versinkt
- Die Boys und Girls von heute
- Diana
- Mein Daddy

Der Film ist am 13. April 2006 auf DVD erschienen; Anbieter: Eurovideo Bildprogramm GmbH.

## Kritik
Die Filmblätter schrieben, Conny bewege sich „ungezwungen und talentiert in einer Hosenrolle, die sich aus der Doppeldeutigkeit ihres Namens herleitet“.
Das Lexikon des internationalen Films urteilte, es sei gewiss „kein besonders geistreicher Film, immerhin aber munter gespielt.“